# Móse Sárett
Móse Sárett (héber betűkkel משה שרת, izraeli angol átírással Moshe Sharett, eredeti nevén Móse Sertok Herszon, Orosz Birodalom (ma Ukrajna), 1894. október 15.  – Jeruzsálem, 1965. július 7.) cionista vezető és izraeli politikus. A cionista mozgalomhoz csatlakozva jelentős szerepe volt Izrael megalapításában. A függetlenség kikiáltása után az ország első külügyminisztere és rövid ideig átmeneti miniszterelnöke volt. Dávid Ben-Gúriónnal való ellentéte miatt azonban hamarosan lemondásra kényszerült.

## Élete

### Születésétől Izrael megalapításáig
Móse Sárett 1894. október 15-én született Móse Sertok néven, Herszonban, az Orosz Birodalom területén. Édesapja 1882-ben a BILU tagjaként kivándorolt Palesztinába, majd visszatért az Orosz Birodalomba. 1906-ban már családjával együtt utazott ki Palesztinába, ami akkor az Ottomán Birodalom részét képezte. A család két évet töltött a Rámalláhtól északra található Én Szaníjá nevű településen, ahol Sárett megtanult arabul. 1908-ban Tel-Avivba költöztek. Ezt követően Konstantinápolyban folytatott jogi tanulmányokat, hogy a zsidó településeket képviselni tudja az Ottomán Birodalomban.
Az első világháború kitörésekor visszatért Palesztinába. 1916-ban belépett az ottomán hadseregbe, ahol tiszti végzettséget szerzett és nyelvtudására (török, német, arab) való tekintettel tolmácsi feladatokat látott el. 1922. és 1924. között a London School of Economicson folytatta tanulmányait, ahol megismerkedett a cionista mozgalommal.
1925-ben a Dávár napilap megalapításakor felkérték a főszerkesztő-helyettesi feladatok ellátására, 1929-ben pedig a lap angol nyelvű kiadásának szerkesztője lett. 1931-ben Háim Arlozorov munkatársa lett a Zsidó Ügynökségnél. 1933-ban Arlozorovot meggyilkolták és helyette Sárett lett az ügynökség politikai osztályának vezetője, amelynek feladata a zsidók bevándorlásának elősegítése volt. Jelentős szerepe volt Tel-Aviv kikötőjének megépítésében. Erre azért volt szükség, mert az arabok az 1936–1939-es palesztin felkelés során blokád alatt tartották a jaffai és haifai kikötőket. Emellett a zsidó településeken saját rendőri erőt hozott létre.
Ösztönzésére a második világháború során sokan harcoltak a Brit Hadsereg oldalán, az úgynevezett Zsidó Brigádokban. A háború után felerősödtek az ellentétek a britekkel, akik akkor uralmukat alatt tartották Palesztinát. A britek fegyverek után kutattak és tömeges méretű letartóztatásokra került sor. 1946. június 29-én, a fekete szombaton Sárettet és számos társát cionista tevékenységük miatt letartóztatták és több hónapon keresztül fogvatartották. A britek végül az ENSZ-hez fordultak. 1947. november 29-én az ENSZ gyűlése elfogadta Palesztina zsidók és arabok közötti felosztásának tervét. Sárett központi szerepet játszott ebben a politikai küzdelemben.

### Izraeli politikusként

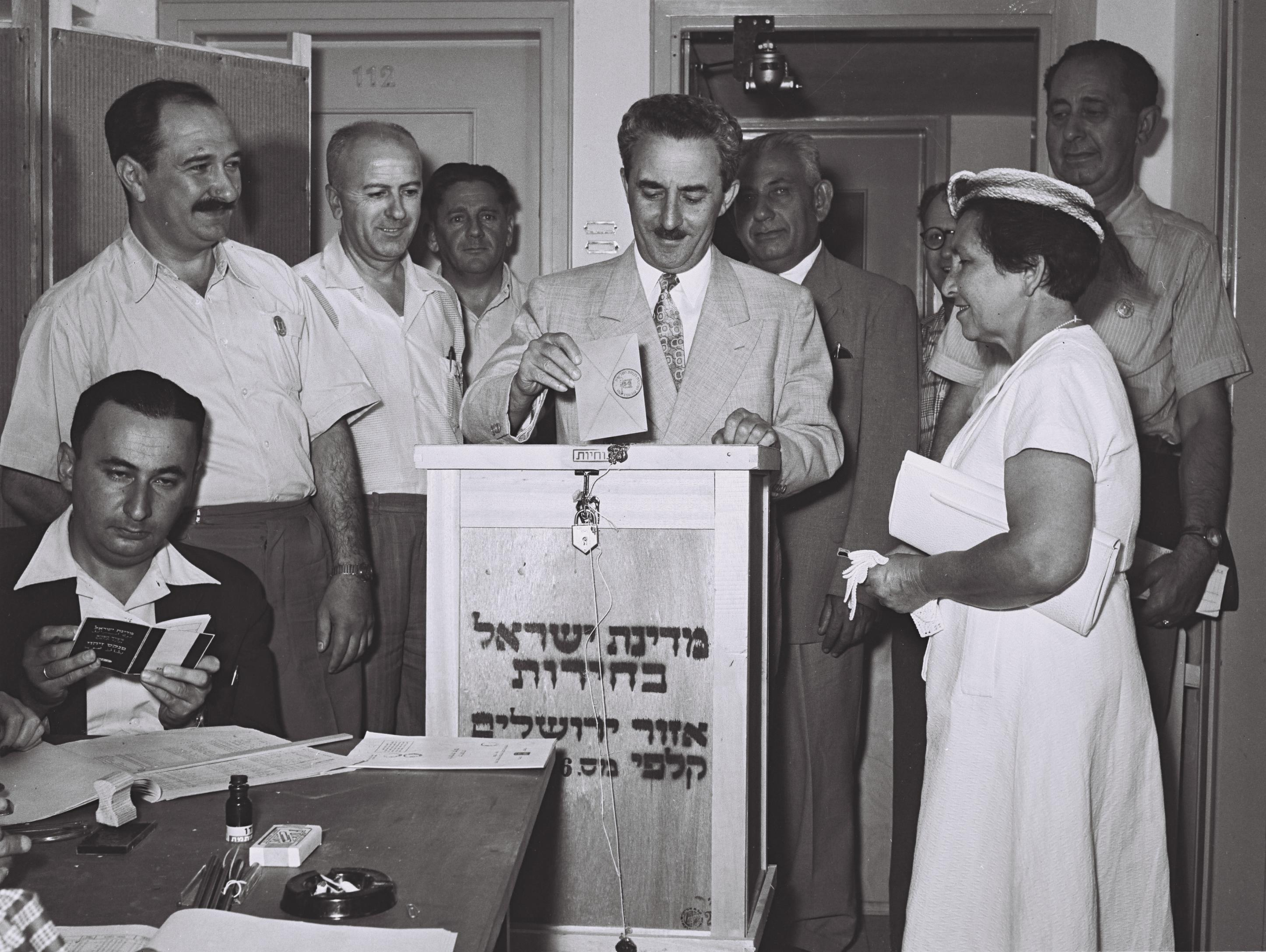
Sárett szavazás közben

1948-ban, Izrael megalakulása után kinevezték az ország első külügyminiszterének. Fő feladata az ország nemzetközi közösségbe való beilleszkedésének elősegítése volt. Aktív részese volt a nyugatnémet jóvátételi szerződés létrehozásában, amelyet 1952-ben személyesen írt alá. 1953-ban Dávid Ben-Gúrión miniszterelnök ideiglenesen visszavonult hivatalától és a külügyminiszteri feladatok ellátása mellett, 1954. január 26-án Sárett lett az utódja. Sárett folytatta a gyors gazdasági fejlesztéseket és a korábbi bevándorlási politikát. 1954 júliusában az izraeli katonai hírszerzés Sárett tudta és hozzájárulása nélkül egy csoport egyiptomi zsidót toborzott, hogy bombákat helyezzenek el Egyiptomban egyiptomi, amerikai és brit tulajdonú polgári célpontokban. A tetteseket elfogták és Pinhász Lávón védelmi miniszter 1955 február 2-án lemondásra kényszerült. A kudarcba fulladt akció Lavon-affér néven vonult be a köztudatba. Ben-Gúrión vette át a védelmi tárcát, majd négy hónappal később, Sárett miniszterelnöki posztját.
Az arabokkal való kapcsolatok stabilizálására tett kísérleteit azonban gyakran kritika éri. Egyes vélemények szerint túlságosan elnéző volt a határmenti betörésekkel és az izraeli civil lakosságot ért támadásokkal szemben. Sárett a békés megoldás híve volt, míg Ben-Gúrión és az IDF vezetői a kemény fellépést tartották kívánatosnak. 1955-ben Gamal Abden-Nasszer államosította a Szuezi-csatornát, amely közös brit, francia és izraeli katonai akciót tett lehetővé. Dávid Ben-Gúrión azonban tartott attól, hogy ezt Sárett meghiúsítja, ezért a miniszterelnöki pozícióba való visszatérése után a külügyminiszteri pozícióról való lemondásra kényszerítette.
Lemondására 1956. június 18-án került sor. 1960-ban a Cionista Világszervezet Végrehajtó Bizottságának elnökévé választották. 1965-ben Ben-Gúrión vizsgálatot akart indítani a Lavon-affér ügyében. Ezt a nyilvánvalóan Sárett elleni fellépést azonban a képviselők elutasították. A két férfi közötti ellentét soha nem szűnt meg. 1965. július 7-én hunyt el Jeruzsálemben.

## Emlékezete

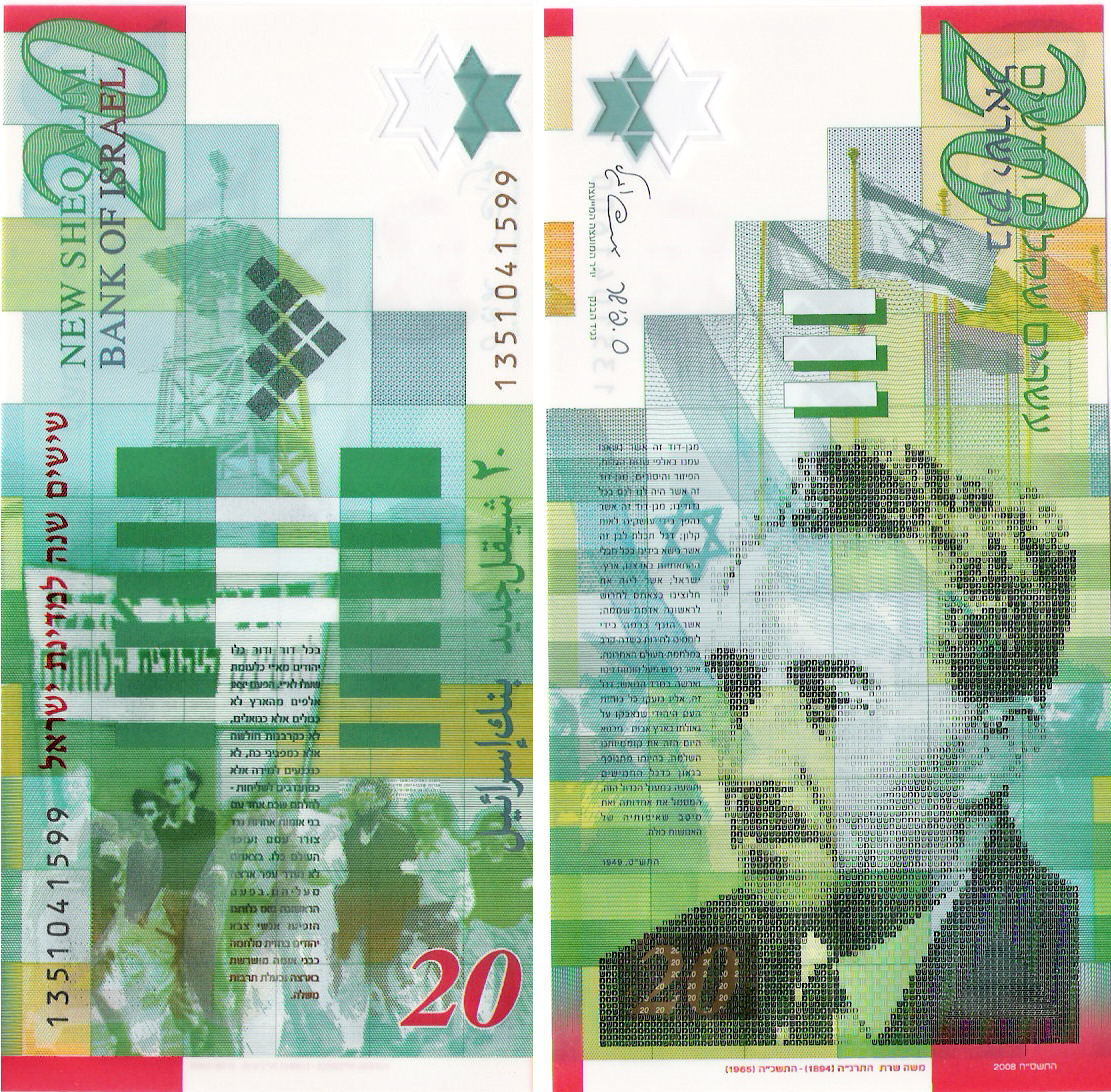
20 sékel

Arcképe szerepel a 20 sékeles bankjegyen.